# Amando Lapage
Amando Lapage (8 november 2004) is een Belgisch voetballer die onder contract ligt bij KVC Westerlo. De verdediger genoot zijn jeugdopleiding bij RSC Anderlecht.

## Clubcarrière

### RSC Anderlecht
In mei 2022 ondertekende hij zijn eerste profcontract bij de club. In juni 2022 liet hij zich opmerken met een owngoal in een oefenwedstrijd tegen STVV, waardoor Anderlecht met 1-0 verloor.
Op 16 september 2022 maakte hij zijn profdebuut in het shirt van RSCA Futures, het beloftenelftal van Anderlecht dat vanaf het seizoen 2022/23 aantreedt in Eerste klasse B: op de zesde competitiespeeldag liet trainer Robin Veldman hem tegen Lierse Kempenzonen in de 84e minuut invallen voor Ethan Butera. Op 2 december 2022 kreeg hij, na zes eerdere invalbeurten, tegen Jong Genk zijn eerste basisplaats in Eerste klasse B. Na zijn eerste seizoen in Eerste klasse B brak Anderlecht zijn contract open tot medio 2025.
Op 31 oktober 2024 maakte Lapage zijn debuut bij de eerste ploeg in de bekermatch tegen de amateurclub Tubize-Braine, die met 0-4 door Anderlecht werd gewonnen: in de 70e minuut liet trainer David Hubert hem invallen voor Jan-Carlo Simić. Drie dagen later maakte Lapage ook zijn debuut in de Jupiler Pro League: in de 4-0-zege tegen KV Kortrijk viel hij in de 85e minuut in.

### KVC Westerlo
In de wintermercato van 2024/25 kocht Anderlecht enkele verdedigers waardoor Lapages kansen bij de hoofdmacht slonken. Op 3 februari 2025 tekende hij een contract van 4,5 jaar bij KVC Westerlo. De Brusselse club ontving nog een bedrag van 500.000 euro voor hem.

## Clubstatistieken
| Seizoen         | Club            | Land            | Competitie      | Competitie | Competitie | Beker | Beker | Supercup | Supercup | Europees | Europees | Totaal | Totaal |
| Seizoen         | Club            | Land            | Competitie      | Wed.       | Dlp.       | Wed.  | Dlp.  | Wed.     | Dlp.     | Wed.     | Dlp.     | Wed.   | Dlp.   |
| --------------- | --------------- | --------------- | --------------- | ---------- | ---------- | ----- | ----- | -------- | -------- | -------- | -------- | ------ | ------ |
| 2022/23         | RSCA Futures    | Vlag van België | Eerste klasse B | 21         | 1          | —     | —     | —        | —        | —        | —        | 21     | 1      |
| 2023/24         | RSCA Futures    | Vlag van België | Eerste klasse B | 23         | 2          | —     | —     | —        | —        | —        | —        | 23     | 2      |
| 2024/25         | RSCA Futures    | Vlag van België | Eerste klasse B | 12         | 0          | —     | —     | —        | —        | —        | —        | 12     | 0      |
| 2024/25         | RSC Anderlecht  | Vlag van België | Eerste klasse A | 1          | 0          | 1     | 0     | —        | —        | 0        | 0        | 2      | 0      |
| Carrière totaal | Carrière totaal | Carrière totaal | Carrière totaal | 57         | 3          | 1     | 0     | 0        | 0        | 0        | 0        | 58     | 3      |

Bijgewerkt op 24 december 2024.

## Privé
- Lapage is de kleinzoon van voormalig voetballer Paul Van Himst en van voormalig wielrenner Nicolas Lapage, en de zoon van voormalig wielrenner Lorenzo Lapage.[10][11]
- Ook zijn oudere broer Youri droeg jarenlang bij de jeugd de kleuren van RSC Anderlecht.[12] In 2014 leende de Brusselse club hem samen met Elis Koulibaly uit aan toenmalig tweedeklasser Eendracht Aalst.[13] In 2015 liet Anderlecht hem op definitieve basis vertrekken naar FCV Dender EH.[14] In 2023 werd hij hoofdtrainer van VC De Leeuwkens Teralfene.[15]